# Diego Aguado
Diego Aguado Facio (Madrid, España, 7 de febrero de 2007) es un futbolista español que juega en la demarcación de defensa en el Real Madrid Castilla de la Primera Federación.

## Biografía
Tras formarse como futbolista en las filas inferiores del Real Madrid CF, finalmente debutó con el Real Madrid Castilla el 30 de noviembre de 2024 en un partido contra la AD Mérida que finalizó con un resultado de 6-0 a favor del conjunto madrileño. Tres días antes de su debut con el filial, fue llamado por Carlo Ancelotti para jugar contra el Liverpool FC en la UEFA Champions League, aunque no llegó a disputar ningún minuto. Tres días después, el mismo día de su debut con el filial, fue convocado por el primer equipo para jugar contra el Getafe CF en la Primera División de España. Finalmente, el 6 de enero de 2025, debutó con el primer equipo en un encuentro de Copa del Rey contra el Club Deportiva Minera.

## Selección nacional
A nivel internacional disputó con la selección de fútbol sub-17 de España el Campeonato Europeo Sub-17 de la UEFA 2024 y la clasificación para el Campeonato Europeo Sub-17 de la UEFA 2025. Además, con la sub-19 disputó la clasificación para el Campeonato Europeo de la UEFA Sub-19 2025.

## Clubes
Actualizado al último partido disputado el 9 de febrero de 2025.
| Club                 | País   | Año   | Partidos | Goles |
| -------------------- | ------ | ----- | -------- | ----- |
| Real Madrid Castilla | España | 2024- | 2        | 0     |
| Real Madrid CF       | España | 2025- | 1        | 0     |

## Palmarés

### Campeonatos nacionales
| Título                           | Club           | País   | Año  |
| -------------------------------- | -------------- | ------ | ---- |
| Copa Intercontinental de la FIFA | Real Madrid CF | España | 2024 |